# 6989 Hoshinosato
6989 Hoshinosato este un asteroid din centura principală de asteroizi.

## Descriere
6989 Hoshinosato este un asteroid din centura principală de asteroizi. A fost descoperit pe 6 decembrie 1994 la Oizumi de Takao Kobayashi. El prezintă o orbită caracterizată de o semiaxă mare de 3,01 ua, o excentricitate de 0,09 și o înclinație de 9,4° în raport cu ecliptica.